# Сенафе
Сенафе (ሰንዓፈ, араб. صنعفى) — ринкове місто на півдні Еритреї, на краю Ефіопського нагір'я, де живе народність сахо.
Сенафе відоме руїнами Метери (також відома як Балау Калау), висіченою в скелі церквою Енду-Традкан, монастирем Дебре-Лібанос (побудованим в VI столітті і отримав популярність завдяки своїм муміям), а також оголеннями скельних порід.

## Клімат
| Клімат                    | Клімат | Клімат | Клімат | Клімат | Клімат | Клімат | Клімат | Клімат | Клімат | Клімат | Клімат | Клімат | Клімат |
| Показник                  | Січ.   | Лют.   | Бер.   | Квіт.  | Трав.  | Черв.  | Лип.   | Серп.  | Вер.   | Жовт.  | Лист.  | Груд.  |        |
| Середній максимум, °C     | 24,0   | 25,2   | 26,5   | 26,7   | 27,1   | 26,7   | 22,3   | 22,7   | 25,2   | 24,6   | 23,5   | 23,1   |        |
| Середній мінімум, °C      | 7,6    | 8,6    | 10,3   | 11,4   | 11,9   | 11,5   | 11,2   | 11,9   | 10,4   | 9,5    | 8,3    | 7,0    |        |
| ------------------------- | ------ | ------ | ------ | ------ | ------ | ------ | ------ | ------ | ------ | ------ | ------ | ------ | ------ |
| Джерело: Climate-Data.org |        |        |        |        |        |        |        |        |        |        |        |        |        |